# Émile et les Détectives (film, 1931)
Pour les articles homonymes, voir Émile et les Détectives (homonymie).
Pour plus de détails, voir Fiche technique et Distribution.
Émile et les Détectives (Emil und die Detektive) est un film allemand réalisé par Gerhard Lamprecht, sorti en 1931. Il est adapté du roman du même nom écrit par Erich Kästner en 1929.

## Synopsis
Emil Tischbein, qui vit avec sa mère veuve à Neustadt, une petite ville fictive sous la République de Weimar, est un bon garçon, essayant de ne pas faire de peine à sa mère, car leur situation financière est difficile. Néanmoins, Emil, en tant que garçon, fait parfois quelques farces, transformant par exemple un monument pour qu'il ressemble à s'y méprendre à l'agent de police local Jeschke. Lorsque ce dernier s'en aperçoit, il n'est pas ravi de cette profanation de monument mais heureusement, l'agent de police ne découvre pas qui est le responsable de cette affaire. Plus tard, Emil est envoyé chez sa grand-mère à Berlin pendant les vacances. Il doit emporter pour elle 140 Reichsmark, l'équivalent à l'époque du salaire mensuel d'une coiffeuse, qu'il fixe en plus, par précaution, avec une épingle dans la poche de sa veste. Lors du voyage en train vers la capital, il partage son compartiment avec un inconnu louche qui se présente comme Monsieur Grundeis. Lorsque l'inconnu remarque qu'Emil a beaucoup d'argent sur lui, il offre au garçon des bonbons qui contiennent une drogue. Pendant qu'Emil fantasme, Grundeis lui vole l'argent. Finalement, l'enfant plane enivré autour de la tour de circulation de la Potsdamer Platz.
Ce n'est qu'à la Gare Zoologischer Garten que le garçon reprend ses esprits au moment où Grundeis disparaît du quai. Emil se lance immédiatement à sa poursuite, ce qui s'avère très difficile dans cette ville inconnue. Il n'ose pas non plus demander de l'aide à la police à cause de la vieille histoire avec l'agent de police Jeschke. Par hasard, il rencontre Gustav, qui se déclare rapidement prêt à aider Emil et comme il est le chef d'une bande d'enfants, de nombreux assistants sont rapidement rassemblés pour surveiller Grundeis. Pendant ce temps, la cousine d'Emil, Pony Hütchen, et la grand-mère attendent en vain l'arrivée d'Emil à la gare de Friedrichstrasse. Ils sont ensuite informés par la bande d'enfants, ce qui inquiète la grand-mère. Comme Pony Hütchen accompagne les garçons, elle se rassure un peu. Le soir, Emil tente de récupérer son argent dans la chambre d'hôtel de Monsieur Grundeis en se déguisant en groom. Il réussit à dérober le portefeuille de ce dernier, mais celui-ci est vide car le voleur avait entre-temps déjà mis l'argent dans son chapeau.
Le lendemain matin, toute une centaine d'enfants mobilisés poursuivent le voleur, si bien que celui-ci doit finalement abandonner et alors qu'il veut changer un billet de cent marks dans une banque, Emil le démasque grâce aux trous d'épingle sur le billet. L'employé de banque donne l'alerte et le voleur est arrêté. Au commissariat, il s'avère que Grundeis est le braqueur Mitlinski, recherché par une lettre de cachet et dont la tête est mise à prix pour 1000 Reichsmark, presque la moitié d'un revenu annuel moyen allemand. Lorsque Emil rentre finalement à Neustadt par avion dans un Junkers F 13, la population l'accueille comme un héros populaire à l'aérodrome, et une fanfare joue en son honneur.

## Fiche technique
- Titre original : Emil und die Detektive
- Titre français : Émile et les Détectives
- Réalisation : Gerhard Lamprecht
- Scénario : Billy Wilder, Emeric Pressburger et Erich Kästner d'après son roman éponyme (1929)
- Photographie : Werner Brandes
- Musique : Allan Gray
- Production : Günther Stapenhorst
- Pays de production : République de Weimar
- Format : noir et blanc - son : Mono
- Date de sortie : 1931

## Distribution
- Rolf Wenkhaus : Émile Tischbein
- Käthe Haack : Frau Tischbein, la mère d'Émile
- Fritz Rasp : Grundeis
- Rudolf Biebrach : Wachtmeister Jeschke
- Olga Engl : Großmama
- Inge Landgut : Pony Hütchen
- Hans Joachim Schaufuß : Gustave
- Hans Richter : Fliegender Hirsch